# A Real Dead One
| 전문가 평가                      | 전문가 평가 |
| 평가 점수                        | 평가 점수   |
| 출처                             | 점수        |
| -------------------------------- | ----------- |
| AllMusic                         | [ 1 ]       |
| Collector's Guide to Heavy Metal | 6/10        |

《A Real Dead One》은 1993년 10월 25일에 발매된 영국의 헤비 메탈 밴드 아이언 메이든의 라이브 음반이다. 1992년의 Fear of the Dark Tour와 1993년의 Real Live Tour 동안 유럽 전역의 다양한 콘서트에서 녹음되었다. 밴드 활동 초창기 (1975년)부터 《Powerslave》 시대 (1984년)까지 수록된 곡들이 수록되어 있으며, 상대편 《A Real Live One》은 《Powerslave》 음반의 곡만 수록되어 있다.
이 음반은 영국 차트에서 3주를 보냈고, 곧바로 《Live at Donington》이 뒤를 이었다.
1998년 아이언 메이든이 《The X Factor》 이전 음반을 모두 다시 발표했을 때, 이 음반은 《A Real Live One》과 결합하여 2디스크 《A Real Live Dead One》을 형성하였다.
커버는 오랫동안 아이언 메이든의 아티스트 데릭 리그스가 맡았으며, 에디가 지옥에서 디스크 자키로 묘사되어 있다.
〈Hallowed Be Your Name〉은 싱글로 발매되었고 영국 싱글 차트 9위에 올랐다.

## 곡 목록
모든 곡들은 특별한 언급이 없는 한 스티브 해리스에 의해 작사/작곡하였다.
| #   | 제목                        | 작사·작곡                      | 재생 시간 |
| --- | --------------------------- | ------------------------------ | --------- |
| 1.  | 〈The Number of the Beast〉 |                                | 4:54      |
| 2.  | 〈The Trooper〉             |                                | 3:55      |
| 3.  | 〈Prowler〉                 |                                | 4:15      |
| 4.  | 〈Transylvania〉            |                                | 4:25      |
| 5.  | 〈Remember Tomorrow〉       | 해리스, 폴 디애노              | 5:52      |
| 6.  | 〈Where Eagles Dare〉       |                                | 4:49      |
| 7.  | 〈Sanctuary〉               | 해리스, 디애노, 데이브 머레이  | 4:53      |
| 8.  | 〈Running Free〉            | 해리스, 디애노                 | 3:48      |
| 9.  | 〈Run to the Hills〉        |                                | 3:57      |
| 10. | 〈2 Minutes to Midnight〉   | 아드리안 스미스, 브루스 디킨슨 | 5:37      |
| 11. | 〈Iron Maiden〉             |                                | 5:24      |
| 12. | 〈Hallowed Be Thy Name〉    |                                | 7:51      |